# Tepepa
Tepepa (también conocida por Viva la Revolución) es una película de aventuras enmarcada dentro del subgénero del spaghetti western. Está interpretada por Tomás Milián, Orson Welles, John Steiner entre otros. Con Música de Ennio Morricone está considerado uno de los clásicos del género Spaghetti western.

## Argumento
Un médico inglés salva a un líder revolucionario mexicano (Tepepa) del pelotón de fusilamiento para vengar personalmente la muerte de su prometida. Pero las cosas no son tan sencillas, pues el revolucionario es un hombre popular entre las masas y su versión de los hechos pone en duda su culpabilidad. El médico no se deja convencer, pero, al reanudarse las hostilidades políticas, ambos se ven envueltos en la creciente violencia y son perseguidos por el despiadado coronel Cascorro, decidido a capturar a Tepepa y hacerles ver a los demás peones, que no es un héroe.

## Reparto[2]
- Tomas Milian como Jesús María "Tepepa" Moran
- Orson Welles como Coronel Cascorro
- John Steiner como Doctor Henry Price
- José Torres como Pedro "El Piojo" Pereira
- Luciano Casamonica como Paquito
- Annamaria Lanciaprima como María Virgen Escalande
- George Wang como Mr. Chu
- Francisco Sanz (acreditado como Paco Sanz) como Presidente Madero
- Clara Colosimo como Mujer del Sargento
- Giancarlo Badessi como Sargento
- Rafael Hernández como Pedro
- Paloma Cela como Consuelo
- Ángel Ortiz como Urelio

## Rodaje
La película se rodó en diferentes localizaciones de la provincia de Almería y Granada.